# Marco Moreno
Marco Moreno Ojeda (Las Palmas de Gran Canaria, 20 febbraio 2001) è un calciatore spagnolo, difensore dell'Eibar.

## Carriera

### Club
Moreno è cresciuto nel settore giovanile dell'Atlético Madrid e ha debuttato con la squadra riserve il 19 gennaio 2020, nell'incontro di Segunda División B perso 3-1 contro il Peña Deportiva. Il 19 settembre 2021 ha segnato il suo primo gol, in un match di Tercera División RFEF contro il Villaverde San Andrés.
Il 18 giugno 2024 è stato ceduto a titolo definitivo al Farense, club della prima divisione portoghese.

### Nazionale
Nel 2018 ha giocato una partita con la nazionale spagnola Under-17.

## Statistiche

### Presenze e reti nei club
Statistiche aggiornate al 28 settembre 2024.
| Stagione        | Squadra           | Campionato      | Campionato | Campionato | Coppe nazionali | Coppe nazionali | Coppe nazionali | Coppe continentali | Coppe continentali | Coppe continentali | Altre coppe | Altre coppe | Altre coppe | Totale | Totale |
| Stagione        | Squadra           | Comp            | Pres       | Reti       | Comp            | Pres            | Reti            | Comp               | Pres               | Reti               | Comp        | Pres        | Reti        | Pres   | Reti   |
| --------------- | ----------------- | --------------- | ---------- | ---------- | --------------- | --------------- | --------------- | ------------------ | ------------------ | ------------------ | ----------- | ----------- | ----------- | ------ | ------ |
| 2019-2020       | Atlético Madrid B | SDB             | 1          | 0          |                 | -               | -               |                    | -                  | -                  |             | -           | -           | 1      | 0      |
| 2020-2021       | Atlético Madrid B | SDB             | 17         | 0          |                 | -               | -               |                    | -                  | -                  |             | -           | -           | 17     | 0      |
| 2021-2022       | Atlético Madrid B | TDR             | 26         | 5          |                 | -               | -               |                    | -                  | -                  |             | -           | -           | 26     | 5      |
| 2022-2023       | Atlético Madrid B | SF              | 24         | 3          |                 | -               | -               |                    | -                  | -                  |             | -           | -           | 24     | 3      |
| 2023-2024       | Atlético Madrid B | PF              | 30         | 0          |                 | -               | -               |                    | -                  | -                  |             | -           | -           | 30     | 0      |
| 2024-2025       | Farense           | PL              | 5          | 0          | CP+CdL          | 0               | 0               |                    | -                  | -                  |             | -           | -           | 5      | 0      |
| Totale carriera | Totale carriera   | Totale carriera | 37         | 1          |                 | 0               | 0               |                    | -                  | -                  |             | -           | -           | 37     | 1      |

## Palmarès

### Competizioni nazionali
- Tercera División RFEF: 1

Atlético Madrid B: 2021-2022 (gruppo 7)